# 47 Ursae Majoris b
47 Ursae Majoris b, chiamato anche Taphao Thong, è un pianeta extrasolare in orbita attorno a 47 Ursae Majoris, una stella simile al Sole.
Si trova in un'orbita quasi circolare di lungo periodo ed è il pianeta più interno finora conosciuto del suo sistema planetario. 47 Ursae Majoris b è stato scoperto nel 1996 e ha una massa di almeno 2,63 volte quella di Giove.

## Scoperta
Come la maggior parte dei pianeti extrasolari scoperti, 47 Ursae Majoris b è stato individuato usando il metodo della velocità radiale, analizzando lo spostamento Doppler dello spettro di 47 Ursae Majoris.
Dopo la scoperta del primo pianeta extrasolare attorno a una stella simile al Sole, 51 Pegasi b, gli astronomi Geoffrey Marcy e R. Paul Butler hanno cercato segni di altri pianeti tra i loro archivi osservativi, ne hanno trovati due: 47 Ursae Majoris b e 70 Virginis b, entrambi nel 1996.

## Orbita e massa
47 Ursae Majoris b orbita a una distanza di 2,11 UA dalla propria stella, impiegando 1083 giorni per completare il moto di rivoluzione.
È stato il primo pianeta con un lungo periodo ad essere individuato attorno a una stella della sequenza principale. A differenza degli altri pianeti con un lungo periodo scoperti in seguito, l'eccentricità di 47 Ursae Majoris b è bassa.
Il metodo delle velocità radiali nella scoperta dei pianeti extrasolari permette di stabilire solo un limite inferiore nello stimare la massa. Misurazioni astrometriche preliminari effettuate dal satellite Hipparcos suggerirebbero che l'orbita del pianeta sia inclinata di 63,1° rispetto alla nostra linea visiva, questo implicherebbe una massa del 12% più grande del limite inferiore stimato. Tuttavia indagini successive dei dati suggeriscono che le misurazioni di Hipparcos non sono sufficientemente precise per caratterizzare le orbite di compagni non stellari, quindi la vera inclinazione dell'orbita, e di conseguenza la vera massa, sono attualmente sconosciute.

## Caratteristiche
Considerando la sua grande massa è probabile che 47 Ursae Majoris b sia un gigante gassoso, quindi senza una superficie solida. Dato che il pianeta è stato rilevato solo indirettamente, caratteristiche quali il raggio, la composizione e la temperatura, attualmente non sono note.
Sempre in base alla massa, la gravità superficiale del pianeta dovrebbe essere dalle 6 alle 8 volte quella della Terra. Presupponendo una composizione simile a quella di Giove e un ambiente vicino all'equilibrio chimico, l'atmosfera superiore del pianeta potrebbe contenere nubi d'acqua, a differenza delle nubi d'ammoniaca tipiche di Giove.
47 Ursae Majoris b si trova al di fuori della zona abitabile della sua stella, è probabile che i suoi influssi gravitazionali abbiano scompigliato le orbite di eventuali pianeti nelle regioni più esterne della zona abitabile. In aggiunta, 47 Ursae Majoris b potrebbe aver interrotto la formazione di pianeti terrestri e ridotto l'apporto di acqua ai pianeti più interni del sistema. Per questi motivi, eventuali pianeti posti nella zona abitabile di 47 Ursae Majoris sarebbero, con ogni probabilità, piccoli e aridi.